# Alfred J. Lotka
Alfred J. Lotka, all'anagrafe Alfred James Lotka (Leopoli, 2 marzo 1880 – New York, 5 dicembre 1949), è stato un matematico, statistico e chimico fisico statunitense, famoso per i suoi lavori sulla dinamica delle popolazioni e l'energetica.

## Biografia
Nacque a Leopoli nell'allora Austria-Ungheria (oggi in Ucraina), da genitori di nazionalità statunitense, ricevette un'educazione internazionale, che includeva anche una laurea all'Università di Birmingham (Inghilterra). 
Nel 1935, sposò Romola Beattie, da cui non ebbe figli.
La sua vita lavorativa fu variegata e incluse:
- la General Chemical Company
- l'US Patent Office
- il National Bureau of Standards
- un lavoro come editore di un supplemento di Scientific American (1911-1914)
- un posto come membro dello staff della Johns Hopkins University (1922 - 1924)
- compiti di statistico presso Metropolitan Life Insurance Company, New York (dal 1924 fino alla pensione)

Nel periodo trascorso alla Johns Hopkins, Lotka completò il suo libro Elements of Physical Biology (1924) nel quale ampliava il lavoro di Pierre François Verhulst e Vito Volterra. Il suo nome è famoso in quanto associato al sistema di equazioni di Lotka-Volterra che descrivono la dinamica delle popolazioni.

## Energetica ed evoluzione
Lotka avanzò la teoria che i concetti di selezione naturale proposti da Darwin potevano essere quantificati come una legge fisica. La legge che propose era che il principio di selezione evolutiva era quello che favoriva la trasformazione del massimo flusso di energia disponibile. L'ecologo Howard T. Odum in seguito applicò tali concezioni di Lotka come principi di riferimento nei suoi lavori di ecologia degli ecosistemi. Odum chiamò la legge di Lotka il principio della massima potenza (PMP).
(Alfred Lotka 1922, pag.148)

## Economia biofisica
Lotka propose anche lo sviluppo di un nuovo campo dell'economia, che doveva individuare e comprendere il ruolo e l'influenza dell'energia nel campo economico. Ciò è diventata la economia biofisica.

## Riconoscimenti
- Presidente della Population Association of America (1938-1939)
- Presidente dell'American Statistical Association (1942)